# ГС-43 (гидрографическое судно)
«ГС-43», при закладке «СРТ-1108», ЛОЦ-43,с 1965 «Юный Севастополец», «Океанограф» — малый разведывательный корабль проекта 395, был переоборудован для специальных задач из среднего рыболовного траулера типа «Бологое». Принадлежал к Черноморскому флоту ВМФ СССР. Входил в состав 112-й бригады разведывательных кораблей.

## Служба
Средний рыболовный рефрижераторный траулер «СРТ-1108» типа «Бологое» был построен в ССЗ «Ленинская Кузница» (завод № 302) в Киеве в 1958 году (строительный № 1108). Первоначально был переоборудован в лоцмейстерское судно с переименованием в «ЛОЦ-43», и в сентябре 1958 года вошел в состав Черноморского флота.
Выполнял разведывательные задачи в Средиземном море.
В 1963 году был переклассифицирован в гидрографическое судно с переименованием в «ГС-43».
Малое гидрографическое судно «ГС-43» было исключено из состава флота в 1965 году, и было передано в Севастопольскую детскую морскую флотилию, переклассифицировано в учебное судно с новым названием — «Юный Севастополец». Учебное судно было списано из флотилии в 1967 году и поставлено на вечный прикол как учебный блокшив.
По другим данным малое гидрографическое судно «Океанограф» было исключено из состава флота в 1991 году.

## Командиры
- Капитан-лейтенант Никитин В.[3]